# Hannoverscher Sportverein von 1896 2021-2022
Questa voce raccoglie le informazioni riguardanti l'Hannoverscher Sportverein von 1896 nelle competizioni ufficiali della stagione 2021-2022.

## Stagione
Nella stagione 2021-2022 l'Hannover, allenato da Jan Zimmermann e Christoph Dabrowski, concluse il campionato di 2. Bundesliga all'11º posto. In Coppa di Germania l'Hannover fu eliminato al quarti di finale dal RB Lipsia.

## Rosa
| N. |                      | Ruolo | Calciatore        |
| -- | -------------------- | ----- | ----------------- |
| 1  | Danimarca (bandiera) | P     | Martin Hansen     |
| 3  | Svezia (bandiera)    | D     | Niklas Hult       |
| 8  | Germania (bandiera)  | C     | Mike Frantz       |
| 9  | Germania (bandiera)  | A     | Hendrik Weydandt  |
| 10 | Germania (bandiera)  | C     | Sebastian Ernst   |
| 11 | Germania (bandiera)  | C     | Linton Maina      |
| 13 | Germania (bandiera)  | C     | Dominik Kaiser    |
| 14 | Germania (bandiera)  | A     | Maximilian Beier  |
| 15 | Germania (bandiera)  | A     | Cedric Teuchert   |
| 16 | Germania (bandiera)  | P     | Ron-Robert Zieler |
| 17 | Austria (bandiera)   | A     | Lukas Hinterseer  |
| 20 | Germania (bandiera)  | C     | Philipp Ochs      |
| 21 | Giappone (bandiera)  | D     | Sei Muroya        |
| 22 | Germania (bandiera)  | A     | Sebastian Stolze  |

| N. |                        | Ruolo | Calciatore        |
| -- | ---------------------- | ----- | ----------------- |
| 23 | Slovenia (bandiera)    | D     | Luka Krajnc       |
| 24 | Tunisia (bandiera)     | C     | Marc Lamti        |
| 25 | Germania (bandiera)    | D     | Jannik Dehm       |
| 27 | Germania (bandiera)    | C     | Tim Walbrecht     |
| 28 | Germania (bandiera)    | D     | Marcel Franke     |
| 29 | Camerun (bandiera)     | C     | Gaël Ondoua       |
| 30 | Germania (bandiera)    | P     | Marlon Sündermann |
| 31 | Germania (bandiera)    | D     | Julian Börner     |
| 33 | Guinea (bandiera)      | A     | Moussa Doumbouya  |
| 35 | Paesi Bassi (bandiera) | C     | Mark Diemers      |
| 36 | Italia (bandiera)      | A     | Nicolo Tresoldi   |
| 37 | Germania (bandiera)    | C     | Sebastian Kerk    |
| 38 | Germania (bandiera)    | A     | Mick Gudra        |
| 40 | Germania (bandiera)    | A     | Lawrence Ennali   |

## Organigramma societario
Area tecnica
- Allenatore: Christoph Dabrowski
- Allenatore in seconda: Lars Barlemann, Garip Capin, Kai Hesse
- Preparatore dei portieri: Michael Ratajczak
- Preparatori atletici: Markus Böker, Felix Sunkel

## Calciomercato

### Sessione estiva
| Acquisti | Acquisti          | Acquisti        | Acquisti |
| R.       | Nome              | da              | Modalità |
| -------- | ----------------- | --------------- | -------- |
| A        | Lukas Hinterseer  | Ulsan HD        |          |
| C        | Tom Trybull       | Norwich City    |          |
| C        | Gaël Ondoua       | Servette        |          |
| D        | Luka Krajnc       | Frosinone       |          |
| A        | Maximilian Beier  | Hoffenheim      |          |
| D        | Julian Börner     | Sheffield Weds  |          |
| A        | Lawrence Ennali   | Hannover 96 U19 |          |
| C        | Sebastian Ernst   | Greuther Fürth  |          |
| C        | Sebastian Kerk    | Osnabrück       |          |
| A        | Sebastian Stolze  | Jahn Ratisbona  |          |
| P        | Ron-Robert Zieler | Colonia         |          |

| Cessioni | Cessioni            | Cessioni       | Cessioni |
| R.       | Nome                | a              | Modalità |
| -------- | ------------------- | -------------- | -------- |
| A        | Marvin Ducksch      | Werder Brema   |          |
| D        | Simon Falette       | Hatayspor      |          |
| A        | Simon Stehle        | Kaiserslautern |          |
| D        | Barış Başdaş        | Samsunspor     |          |
| C        | Jaka Bijol          | CSKA Mosca     |          |
| A        | Grace Bokake Bolufe | Hannover 96 II |          |
| D        | Josip Elez          | Hajduk Spalato |          |
| P        | Michael Esser       | Bochum         |          |
| C        | Genki Haraguchi     | Union Berlino  |          |
| D        | Timo Hübers         | Colonia        |          |
| C        | Kingsley Schindler  | Colonia        |          |

### Sessione invernale
| Acquisti | Acquisti     | Acquisti  | Acquisti |
| R.       | Nome         | da        | Modalità |
| -------- | ------------ | --------- | -------- |
| C        | Mark Diemers | Feyenoord |          |

| Cessioni | Cessioni         | Cessioni         | Cessioni |
| R.       | Nome             | a                | Modalità |
| -------- | ---------------- | ---------------- | -------- |
| A        | Patrick Twumasi  | Maccabi Netanya  |          |
| C        | Tom Trybull      | Sandhausen       |          |
| A        | Valmir Sulejmani | Ingolstadt 04    |          |
| A        | Franck Evina     | Viktoria Berlino |          |

## Risultati

### 2. Bundesliga

#### Girone di andata
| Arbitro: | Kampka |

|                    |           |             |
| Falette 49’ (aut.) | Marcatori | 55’ Ducksch |

| Arbitro: | Sather |

|  |           |                                     |
|  | Marcatori | 40’ Behrens 46’ Verhoek 90’ Omladič |

| Arbitro: | Waschitzki-Günther |

|                      |           |  |
| Daferner 47’ Mai 82’ | Marcatori |  |

| Arbitro: | Braun |

|              |           |  |
| Weydandt 88’ | Marcatori |  |

| Arbitro: | Burda |

|                                                           |           |  |
| Pfeiffer 21’ Tietz 45’ Schnellhardt 70’ Krajnc 87’ (aut.) | Marcatori |  |

| Arbitro: | Lechner |

|          |           |  |
| Kerk 39’ | Marcatori |  |

| Arbitro: | Gerach |

|  |           |                              |
|  | Marcatori | 18’ Ernst 25’ Kerk 34’ Maina |

| Arbitro: | Alt |

|            |           |                         |
| Kaiser 82’ | Marcatori | 73’ Höhn 78’ Keita-Ruel |

| Norimberga 2 ottobre 2021, ore 20:30 CEST 9ª giornata | Norimberga | 0 – 0 referto | Hannover 96 | Max-Morlock-Stadion (24 211 spett.)\| Arbitro: \| Reichel \| |
| Arbitro:                                              | Reichel    |               |             |                                                              |

| Arbitro: | Cortus |

|  |           |              |
|  | Marcatori | 90’ Kamiński |

| Arbitro: | Waschitzki-Günther |

|                                    |           |          |
| Singh 16’ Boukhalfa 22’ Zwarts 90’ | Marcatori | 54’ Kerk |

| Arbitro: | Bacher |

|         |           |             |
| Kerk 4’ | Marcatori | 45’ Nəzərov |

| Arbitro: | Kampka |

|           |           |             |
| Klarer 6’ | Marcatori | 90’ Muslija |

| Hannover 19 novembre 2021, ore 18:30 CET 14ª giornata | Hannover 96 | 0 – 0 referto | Paderborn | HDI Arena (10 400 spett.)\| Arbitro: \| Dingert \| |
| Arbitro:                                              | Dingert     |               |           |                                                    |

| Arbitro: | Hartmann |

|                                              |           |  |
| Choi 17’ Gordon 27’ Wanitzek 29’ Hofmann 83’ | Marcatori |  |

| Arbitro: | Stegemann |

|           |           |  |
| Maina 13’ | Marcatori |  |

| Arbitro: | Lechner |

|          |           |                    |
| Gaus 29’ | Marcatori | 9’ Beier 38’ Maina |

#### Girone di ritorno
| Arbitro: | Petersen |

|          |           |                                            |
| Kerk 34’ | Marcatori | 22’ Schmid 51’ Ducksch 72’ Jung 84’ Friedl |

| Arbitro: | Koslowski |

|  |           |           |
|  | Marcatori | 58’ Maina |

| Hannover 23 gennaio 2022, ore 13:30 CET 20ª giornata | Hannover 96 | 0 – 0 referto | Dinamo Dresda | HDI Arena (500 spett.)\| Arbitro: \| Kampka \| |
| Arbitro:                                             | Kampka      |               |               |                                                |

| Arbitro: | Braun |

|                              |           |           |
| Hult 4’ (aut.) Mohr 33’, 48’ | Marcatori | 35’ Beier |

| Arbitro: | Zwayer |

|                         |           |                              |
| Teuchert 35’ Börner 50’ | Marcatori | 18’ (aut.) Stolze 61’ Seydel |

| Arbitro: | Dankert |

|  |           |                                |
|  | Marcatori | 40’ Kaiser 57’ Kerk 72’ Stolze |

| Arbitro: | Hartmann |

|                   |           |  |
| Kerk 65’ Hult 72’ | Marcatori |  |

| Arbitro: | Waschitzki-Günther |

|                                           |           |            |
| Okoroji 7’ Franke 19’ (aut.) Bachmann 81’ | Marcatori | 21’ Stolze |

| Arbitro: | Kampka |

|  |           |                                      |
|  | Marcatori | 26’ Schleimer 83’ Krauß 87’ Shuranov |

| Arbitro: | Stegemann |

|                         |           |              |
| Itakura 43’ Zalazar 54’ | Marcatori | 50’ Teuchert |

| Arbitro: | Winter |

|            |           |            |
| Stolze 39’ | Marcatori | 23’ Albers |

| Arbitro: | Bacher |

|            |           |                                 |
| Trujić 54’ | Marcatori | 3’ Börner 23’ Weydandt 75’ Kerk |

| Hannover 16 aprile 2022, ore 13:30 CEST 30ª giornata | Hannover 96 | 0 – 0 referto | Fortuna Düsseldorf | HDI Arena (17 200 spett.)\| Arbitro: \| Stieler \| |
| Arbitro:                                             | Stieler     |               |                    |                                                    |

| Arbitro: | Heft |

|                                  |           |  |
| Klement 2’ Muslija 17’ Ofori 90’ | Marcatori |  |

| Arbitro: | Koslowski |

|                        |           |  |
| Weydandt 25’ Beier 90’ | Marcatori |  |

| Arbitro: | Aarnink |

|                  |           |          |
| Glatzel 13’, 20’ | Marcatori | 22’ Kerk |

| Arbitro: | Siewer |

|                                   |           |                           |
| Heinloth 6’ (aut.) Maina 56’, 74’ | Marcatori | 11’ Sulejmani 76’ Bilbija |

### Coppa di Germania
| Arbitro: | Jöllenbeck |

|  |           |                                              |
|  | Marcatori | 20’ Ochs 45’ (rig.), 63’ Ducksch 65’ Muslija |

| Arbitro: | Badstübner |

|                         |           |  |
| Kerk 30’ Beier 90’, 90’ | Marcatori |  |

| Arbitro: | Badstübner |

|                               |           |  |
| Beier 4’, 51’ Kerk 36’ (rig.) | Marcatori |  |

| Arbitro: | Fritz |

|  |           |                                      |
|  | Marcatori | 17’, 22’ Nkunku 67’ Laimer 73’ Silva |

## Statistiche

### Statistiche di squadra
| Competizione      | Punti | In casa | In casa | In casa | In casa | In casa | In casa | In trasferta | In trasferta | In trasferta | In trasferta | In trasferta | In trasferta | Totale | Totale | Totale | Totale | Totale | Totale | DR  |
| Competizione      | Punti | G       | V       | N       | P       | Gf      | Gs      | G            | V            | N            | P            | Gf           | Gs           | G      | V      | N      | P      | Gf     | Gs     | DR  |
| ----------------- | ----- | ------- | ------- | ------- | ------- | ------- | ------- | ------------ | ------------ | ------------ | ------------ | ------------ | ------------ | ------ | ------ | ------ | ------ | ------ | ------ | --- |
| 2. Bundesliga     | 42    | 17      | 6       | 6       | 5       | 16      | 19      | 17           | 5            | 3            | 9            | 19           | 30           | 34     | 11     | 9      | 14     | 35     | 49     | -14 |
| Coppa di Germania | -     | 3       | 2       | 0       | 1       | 6       | 4       | 1            | 1            | 0            | 0            | 4            | 0            | 4      | 3      | 0      | 1      | 10     | 4      | +6  |
| Totale            | 42    | 20      | 8       | 6       | 6       | 22      | 23      | 18           | 6            | 3            | 9            | 23           | 30           | 38     | 14     | 9      | 15     | 45     | 53     | -8  |

### Andamento in campionato
| Giornata  | 1 | 2  | 3  | 4  | 5  | 6  | 7  | 8  | 9  | 10 | 11 | 12 | 13 | 14 | 15 | 16 | 17 | 18 | 19 | 20 | 21 | 22 | 23 | 24 | 25 | 26 | 27 | 28 | 29 | 30 | 31 | 32 | 33 | 34 |
| --------- | - | -- | -- | -- | -- | -- | -- | -- | -- | -- | -- | -- | -- | -- | -- | -- | -- | -- | -- | -- | -- | -- | -- | -- | -- | -- | -- | -- | -- | -- | -- | -- | -- | -- |
| Luogo     | T | C  | T  | C  | T  | C  | T  | C  | T  | C  | T  | C  | T  | C  | T  | C  | T  | C  | T  | C  | T  | C  | T  | C  | T  | C  | T  | C  | T  | C  | T  | C  | T  | C  |
| Risultato | N | P  | P  | V  | P  | V  | V  | P  | N  | P  | P  | N  | N  | N  | P  | V  | V  | P  | V  | N  | P  | N  | V  | V  | P  | P  | P  | N  | V  | N  | P  | V  | P  | V  |
| Posizione | 7 | 14 | 15 | 15 | 17 | 14 | 12 | 13 | 13 | 14 | 14 | 14 | 15 | 15 | 16 | 15 | 13 | 15 | 12 | 13 | 14 | 13 | 12 | 12 | 12 | 14 | 14 | 14 | 14 | 14 | 15 | 14 | 14 | 11 |

Legenda:

Luogo: C = Casa; T = Trasferta. Risultato: V = Vittoria; N = Pareggio; P = Sconfitta.

### Statistiche dei giocatori
| Giocatore     | 2. Bundesliga | 2. Bundesliga | 2. Bundesliga | 2. Bundesliga | Coppa di Germania | Coppa di Germania | Coppa di Germania | Coppa di Germania | Totale   | Totale | Totale      | Totale     |
| Giocatore     | Presenze      | Reti          | Ammonizioni   | Espulsioni    | Presenze          | Reti              | Ammonizioni       | Espulsioni        | Presenze | Reti   | Ammonizioni | Espulsioni |
| ------------- | ------------- | ------------- | ------------- | ------------- | ----------------- | ----------------- | ----------------- | ----------------- | -------- | ------ | ----------- | ---------- |
| M. Beier      | 30            | 3             | 4             | 0             | 3                 | 4                 | 0                 | 0                 | 33       | 7      | 4           | 0          |
| J. Börner     | 26            | 2             | 8             | 1             | 3                 | 0                 | 0                 | 0                 | 29       | 2      | 8           | 1          |
| J. Dehm       | 17            | 0             | 4             | 0             | 3                 | 0                 | 0                 | 0                 | 20       | 0      | 4           | 0          |
| M. Diemers    | 15            | 0             | 2             | 0             | 1                 | 0                 | 0                 | 0                 | 16       | 0      | 2           | 0          |
| M. Doumbouya  | 3             | 0             | 0             | 0             | 0                 | 0                 | 0                 | 0                 | 3        | 0      | 0           | 0          |
| M. Ducksch    | 4             | 1             | 2             | 0             | 1                 | 2                 | 0                 | 0                 | 5        | 3      | 2           | 0          |
| L. Ennali     | 8             | 0             | 0             | 0             | 2                 | 0                 | 0                 | 0                 | 10       | 0      | 0           | 0          |
| S. Ernst      | 18            | 1             | 5             | 0             | 3                 | 0                 | 0                 | 0                 | 21       | 1      | 5           | 0          |
| S. Falette    | 2             | 0             | 0             | 0             | 0                 | 0                 | 0                 | 0                 | 2        | 0      | 0           | 0          |
| M. Franke     | 28            | 0             | 2             | 0             | 4                 | 0                 | 0                 | 0                 | 32       | 0      | 2           | 0          |
| M. Frantz     | 8             | 0             | 0             | 0             | 1                 | 0                 | 0                 | 0                 | 9        | 0      | 0           | 0          |
| M. Gudra      | 0             | 0             | 0             | 0             | 0                 | 0                 | 0                 | 0                 | 0        | 0      | 0           | 0          |
| M. Hansen     | 11            | 0             | 1             | 0             | 2                 | 0                 | 0                 | 0                 | 13       | 0      | 1           | 0          |
| L. Hinterseer | 16            | 0             | 0             | 0             | 0                 | 0                 | 0                 | 0                 | 16       | 0      | 0           | 0          |
| N. Hult       | 27            | 1             | 3             | 1             | 4                 | 0                 | 1                 | 0                 | 31       | 1      | 4           | 1          |
| D. Kaiser     | 27            | 2             | 4             | 0             | 4                 | 0                 | 0                 | 0                 | 31       | 2      | 4           | 0          |
| S. Kerk       | 31            | 9             | 2             | 0             | 3                 | 2                 | 0                 | 0                 | 34       | 11     | 2           | 0          |
| L. Krajnc     | 20            | 0             | 1             | 0             | 2                 | 0                 | 0                 | 0                 | 22       | 0      | 1           | 0          |
| M. Lamti      | 1             | 0             | 0             | 0             | 1                 | 0                 | 0                 | 0                 | 2        | 0      | 0           | 0          |
| L. Maina      | 27            | 6             | 2             | 0             | 3                 | 0                 | 0                 | 0                 | 30       | 6      | 2           | 0          |
| S. Muroya     | 27            | 0             | 3             | 0             | 3                 | 0                 | 0                 | 0                 | 30       | 0      | 3           | 0          |
| F. Muslija    | 13            | 1             | 0             | 0             | 1                 | 1                 | 0                 | 0                 | 14       | 2      | 0           | 0          |
| P. Ochs       | 20            | 0             | 1             | 0             | 2                 | 1                 | 1                 | 0                 | 22       | 1      | 2           | 0          |
| G. Ondoua     | 27            | 0             | 7             | 0             | 3                 | 0                 | 0                 | 0                 | 30       | 0      | 7           | 0          |
| S. Stolze     | 29            | 3             | 3             | 0             | 4                 | 0                 | 0                 | 0                 | 33       | 3      | 3           | 0          |
| V. Sulejmani  | 4             | 0             | 0             | 0             | 1                 | 0                 | 0                 | 0                 | 5        | 0      | 0           | 0          |
| M. Sündermann | 0             | 0             | 0             | 0             | 0                 | 0                 | 0                 | 0                 | 0        | 0      | 0           | 0          |
| C. Teuchert   | 14            | 2             | 2             | 0             | 1                 | 0                 | 0                 | 0                 | 15       | 2      | 2           | 0          |
| N. Tresoldi   | 0             | 0             | 0             | 0             | 0                 | 0                 | 0                 | 0                 | 0        | 0      | 0           | 0          |
| T. Trybull    | 5             | 0             | 2             | 0             | 1                 | 0                 | 0                 | 0                 | 6        | 0      | 2           | 0          |
| P. Twumasi    | 0             | 0             | 0             | 0             | 0                 | 0                 | 0                 | 0                 | 0        | 0      | 0           | 0          |
| T. Walbrecht  | 5             | 0             | 0             | 0             | 1                 | 0                 | 0                 | 0                 | 6        | 0      | 0           | 0          |
| H. Weydandt   | 30            | 3             | 2             | 0             | 4                 | 0                 | 0                 | 0                 | 34       | 3      | 2           | 0          |
| R. Zieler     | 25            | 0             | 1             | 0             | 2                 | 0                 | 0                 | 0                 | 27       | 0      | 1           | 0          |